# Another Music in a Different Kitchen
Another Music in a Different Kitchen es el álbum debut de la banda británica de punk rock Buzzcocks, publicado a través de United Artists en marzo de 1978. A pesar de ser el álbum debut, fue la tercera alineación de la banda, donde canta el guitarrista Pete Shelley debido a la marcha del vocalista fundador de la banda Howard Devoto y del despido del bajista Garth Smith (que tocó en el sencillo "Orgasm Addict"/"Whatever Happened To...?"). El disco incluye el sencillo "I Don't Mind", que llegó al puesto número 55 de la lista británica de ventas en mayo de 1978.

## Lista de canciones
Side A
1. "Fast Cars" (Howard Devoto, Steve Diggle, Pete Shelley) – 2:26
2. "No Reply" (Shelley) – 2:16
3. "You Tear Me Up" (Devoto, Shelley) – 2:27
4. "Get on Our Own" (Shelley) – 2:26
5. "Love Battery" (Devoto, Shelley) – 2:09
6. "Sixteen" (Shelley) – 3:38

Side B
1. "I Don't Mind" (Shelley) – 2:18
2. "Fiction Romance" (Shelley) – 4:27
3. "Autonomy" (Diggle) – 3:43
4. "I Need" (Diggle, Shelley) – 2:43
5. "Moving Away from the Pulsebeat" (Shelley) – 7:06

1996 Pistas adicionales
1. "Orgasm Addict" (Devoto, Shelley) – 2:01
2. "Whatever Ever Happened To?" (Shelley, Dial) – 2:14
3. "What Do I Get?" (Shelley) – 2:50
4. "Oh Shit" (Shelley) – 1:32

## Personal
- Pete Shelley – Guitarra líder, voz
- Steve Diggle – Guitarra rítmica, coros
- Steve Garvey – bajo
- John Maher – batería, percusión
- Martin Rushent – Productor discográfico
- Doug Bennet – ingeniero de sonido
- Malcolm Garrett – Diseño gráfico